# Oligonychus chazeaui
Oligonychus chazeaui är en spindeldjursart som beskrevs av Gutierrez 1970. Oligonychus chazeaui ingår i släktet Oligonychus och familjen Tetranychidae. Inga underarter finns listade i Catalogue of Life.